# مرد نامرئی
مرد نامرئی (به انگلیسی: The Invisible Man) نام یک رمان علمی تخیلی از هربرت جورج ولز است در سال ۱۸۹۷ منتشر شده‌است. این داستان که به صورت سوم شخص روایت می‌شود مورد استقبال زیادی قرار گرفته و تاکنون فیلم‌ها و سریال‌های متعددی با اقتباس از آن ساخته شده‌است.

## خلاصه داستان

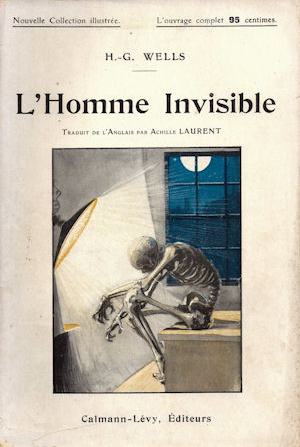
.....

دانشمندی به نام گریفین ماده‌ای شیمیایی را کشف می‌کند که باعث نامرئی شدن موجودات می‌شود. وی این روش را با موفقیت بر روی خودش آزمایش می‌کند، ولی نمی‌تواند دوباره به حالت اول بازگردد. مرد نامرئی با مشکلات زیادی دست به گریبان می‌شود، از جمله اینکه بر خلاف بدنش لباس‌ها و غذایی که می‌خورد نامرئی نمی‌شوند و او مجبور است برای اینکه لو نرود تمام بدن خود از جمله سر و صورت و چشمهایش را از دیدگان همه پنهان کند یا اینکه بدون لباس راه برود. پس از اینکه پول‌های مرد نامرئی تمام می‌شود با استفاده از خاصیت نامرئی بودنش شروع به انجام اعمال خلافکارانه می‌کند و به هر جایی که پا می‌گذارد وحشت به پا می‌کند و غوغا برمی‌انگیزد. در پایان داستان او توسط مردم کشته می‌شود و بدنش کم‌کم نمایان می‌شود.

## اقتباس
داستان مرد نامرئی تاکنون دستمایه تولید فیلم‌ها و سریال‌های بسیاری قرار گرفته‌است از جمله:
- مرد نامرئی: فیلم به کارگردانی جیمز ویل (۱۹۳۳)
- مرد نامرئی: سریال تلویزیونی از رالف اسمارت که در دو فصل پخش شد (۱۹۵۸)
- مرد نامرئی: سریال تلویزیونی (۱۹۵۷)
- مرد نامرئی: سریال شش قسمتی شبکه بی‌بی‌سی ۱ (۱۹۸۴)
- مرد نامرئی (سریال کارتونی): سریال کارتونی از مون اسکوپ